# Funny Little Fears
Funny Little Fears è l'album in studio di debutto del cantautore italiano Damiano David, pubblicato il 16 maggio 2025 dall'Arista.

## Antefatti e composizione
Nel corso del 2024 Damiano David ha dichiarato di aver scritto a Hollywood oltre settanta canzoni a seguito della fine di una relazione sentimentale conclusasi nel 2023. L'album si compone di quattordici tracce scritte e composte dallo stesso artista con numerosi autori, tra cui Ferras, Labrinth e Noah Cyrus. In un'intervista rilasciata a Rockol l'artista ha dichiarato in merito alla produzione e scrittura dell'album:
In merito alla scelta di pubblicare un album solista, David ha raccontato il rapporto con i Måneskin:

## Accoglienza
| Recensione      | Giudizio |
| --------------- | -------- |
| IZM             |          |
| Kerrang!        |          |
| NME             |          |
| Newsic.it       | 6,5/10   |
| Ondarock        | 5/10     |
| Rockol          | 7/10     |
| The Irish Times |          |

L'album ha ricevuto recensioni generalmente favorevoli dalla critica musicale internazionale, che ne ha apprezzato la produzione e la scrittura dei testi.
In una recensione positiva, Ed Power del The Irish Times afferma che sebbene «il mondo non chiedeva a gran voce un progetto solista», questo risulta «una raccolta splendidamente stravagante, piena di eurobeat scintillanti» in cui «David non sta facendo i Måneskin 2.0. È invece deciso a portare l'ascoltatore nel paradiso del pop». Steve Beebee di Kerrang! definisce stilisticamente l'album «una deviazione quasi totale; [...] Damiano si allontana da ciò che fa di solito per mettersi alla prova, ballando su ritmi diversi. Non c'è niente di male in questo e non c'è niente di male in Funny Little Fears». Per Yeom Dong-gyo della rivista sudcoreana IZM, il disco, sebbene non entusiasmante e innovativo, è un debutto intelligente composto da canzoni solide nelle cui melodie si ritrovano la caratteristica voce roca di David e la sua energia travolgente.
La critica musicale italiana ha espresso giudizi discordanti sull'album, con alcuni critici a sostegno della svolta pop dell'artista, apprezzandone la personalità dei testi, mentre altri non entusiasti della produzione e della scrittura delle canzoni, associandolo a un'italianizzazione di Harry Styles.

## Tracce
1. Voices – 3:32 (Damiano David, Cleo Tighe, Castle, Sammy Witte, John Hill)
2. Next Summer – 2:45 (Damiano David, Sarah Hudson, Mark Schick, Jason Evigan)
3. Zombie Lady – 3:08 (Damiano David, Sarah Hudson, Mark Schick, Jason Evigan, Cleo Tighe)
4. The Bruise (feat. Suki Waterhouse) – 3:24 (Noah Cyrus, Sarah Hudson, Jason Evigan, Victoria Evigan)
5. Sick of Myself – 3:36 (Damiano David, Jackson Rau)
6. Angel – 2:41 (Damiano David, Riley McDonough, Connor McDonough, Ryan Daly, Ryan Wheeler)
7. Tango – 3:11 (Damiano David, Sarah Hudson, Mark Schick, Jason Evigan)
8. Born with a Broken Heart – 3:28 (Damiano David, Sarah Hudson, Mark Schick, Jason Evigan)
9. Tangerine (feat. d4vd) – 3:21 (Damiano David, David Burke, Amy Allen, John Ryan, John Hill, Sammy Witte)
10. Mars – 5:00 (Damiano David, Mark Schick, Jason Evigan, Pablo Bowman)
11. The First Time – 3:38 (Damiano David, Sarah Hudson, Mark Schick, Jason Evigan, Jackson Rau, Riley McDonough, Connor McDonough)
12. Perfect Life – 3:30 (Damiano David, Jackson Rau)
13. Silverlines (prod. Labrinth) – 3:17 (Damiano David, Ferras Alqaisi, Timothy Lee McKenzie, Sarah Hudson) – traccia esclusiva della versione digitale
14. Solitude (No One Understands Me) – 4:03 (Damiano David, Sarah Hudson, Mark Schick, Jason Evigan, Jackson Rau, Riley McDonough, Connor McDonough)

## Classifiche
| Classifica (2025) | Posizione massima |
| ----------------- | ----------------- |
| Austria           | 3                 |
| Belgio (Fiandre)  | 1                 |
| Belgio (Vallonia) | 1                 |
| Croazia           | 10                |
| Finlandia         | 40                |
| Francia           | 2                 |
| Germania          | 5                 |
| Grecia            | 51                |
| Italia            | 4                 |
| Lituania          | 16                |
| Norvegia          | 57                |
| Paesi Bassi       | 5                 |
| Polonia           | 3                 |
| Portogallo        | 4                 |
| Regno Unito       | 68                |
| Spagna            | 4                 |
| Stati Uniti       | 22                |
| Svezia            | 48                |
| Svizzera          | 2                 |
| Ungheria          | 5                 |